# Alazocin
Alazocin ((-)-SKF-10,047, (-)-N-alilnormetazocin, (-)-ANMC), je bio prvi lek koji je agonist σ1 receptora. On nema značajan afinitet za σ2 receptor. Alazocin takođe deluje kao agonist κ-opioidnog receptora, i u znatno manjoj meri kao antagonist NMDA receptora.